# Monoctenia postcarneata
Monoctenia postcarneata là một loài bướm đêm trong họ Geometridae.